# Gerichtsbezirk Wallern
Der Gerichtsbezirk Wallern (tschechisch: soudní okres Volary) war ein dem Bezirksgericht Wallern unterstehender Gerichtsbezirk im Kronland Böhmen. Er umfasste Gebiete in Südböhmen im Okres Prachatice. Zentrum des Gerichtsbezirks war die Stadt Wallern (Volary). Das Gebiet gehörte seit 1918 zur neu gegründeten Tschechoslowakei und ist seit 1991 Teil der Tschechischen Republik.

## Geschichte
Die ursprüngliche Patrimonialgerichtsbarkeit wurde im Kaisertum Österreich nach den Revolutionsjahren 1848/49 aufgehoben. An ihre Stelle traten die Bezirks-, Landes- und Oberlandesgerichte, die nach den Grundzüge des Justizministers geplant und deren Schaffung am 6. Juli 1849 von Kaiser Franz Joseph I. genehmigt wurde. Das Gebiet des späteren Gerichtsbezirks Wallern gehörte zunächst Großteils zum Gerichtsbezirk Prachatitz, weitere Teile gehörten zum Gerichtsbezirk Winterberg bzw. zum Gerichtsbezirk Oberplan. 1868 wurden im Zuge der Trennung der politischen von der judikativen Verwaltung die politischen Bezirke gebildet, wobei das spätere Gebiet des Gerichtsbezirks Wallern Teil der Bezirke Prachatitz bzw. Krumau war. Der Gerichtsbezirk Wallern wurde schließlich aus den Gemeinden Wallern, Ober- und Unterschneedorf sowie Böhmisch-Röhren aus dem Sprengel des Gerichtsbezirks Prachatitz, der Gemeinde Pumperle aus dem Sprengel des Gerichtsbezirks Winterberg und der Gemeinde Humwald aus dem Gerichtsbezirk Oberplan gebildet. Die Änderung wurde dabei per 3. November 1874 amtswirksam.
Im Gerichtsbezirk Wallern lebten 1900 7567 Personen. Der Gerichtsbezirk Wallern wies 1910 eine Bevölkerung von 7567 Personen auf, von denen 7500 Deutsch und lediglich 22 Tschechisch als Umgangssprache angaben. Im Gerichtsbezirk lebten zudem 45 Anderssprachige oder Staatsfremde.

## Amtsgericht Wallern
Durch die Grenzbestimmungen des am 10. September 1919 abgeschlossenen Vertrages von Saint-Germain kam der Gerichtsbezirk Wallern vollständig zur neugegründeten Tschechoslowakei, wobei die Gerichtseinteilung bis 1938 im Wesentlichen bestehen blieb. Nach dem Münchner Abkommen wurde das Gebiet dem Landkreis Prachatitz bzw. dem Sudetenland zugeschlagen. Das Amtsgericht wurde der Zweigstelle Bergreichenstein des Landgerichts Deggendorf zugeordnet. Wallern wurde nach dem Zweiten Weltkrieg Teil des Okres Prachatice, dem es bis heute angehört. Nachdem die Bezirksbehörden im Zuge einer Verwaltungsreform 2003 ihre Verwaltungskompetenzen verloren, werden diese von den Gemeinden bzw. dem Jihočeský kraj wahrgenommen, zudem das Gebiet um Volary seit Beginn des 21. Jahrhunderts mit anderen Bezirken zusammengefasst wurde.

## Gerichtssprengel
Der Gerichtssprengel umfasste 1910 die fünf Gemeinden Böhmisch Röhren (České Žleby), Humwald (Chlum u Volar), Oberschneedorf (Horní Sněžná), Pumperle (Řasnice) und Wallern (Volary).